# IC 4478
IC 4478 ist eine elliptische Galaxie vom Hubble-Typ E3 im Sternbild Bärenhüter am Nordsternhimmel. Sie ist rund 247 Millionen Lichtjahre von der Milchstraße entfernt.
Entdeckt wurde das Objekt am 10. Mai 1904 von Royal Harwood Frost.